# Mentale inspanning
Mentale inspanning, in het Engels mental effort, is een begrip uit de toegepaste experimentele psychologie. En hieraan verwant begrip is mentale belasting (mental load). Het is nauw verwant aan begrippen als concentratie en aandacht.

## Fysiologische arousal
Achter het begrip mentale inspanning is dat net als bij lichamelijke inspanning mentaal inspannende taken als hoofdrekenen, autorijden, een vliegtuig besturen of een lezing houden, gepaard gaan met toename van fysiologische activatie (ook wel arousal genoemd). Zoals fysieke inspanning kan leiden tot fysieke vermoeidheid kan mentale inspanning leiden tot mentale vermoeidheid.
Uit de toegenomen arousal tijdens het verrichten van deze taken kan men dus mede afleiden dat (en ook: in welke mate) iemand zich mentaal heeft ingespannen. Veel onderzoek is gericht geweest op het ontwikkelen van objectieve fysiologische indices van mentale inspanning. Zo komt de in een taak geïnvesteerde mentale inspanning tot uiting in systematische veranderingen in een aantal fysiologische variabelen. Voorbeelden hiervan zijn het sneller en regelmatiger gaan lopen van het hart, een snellere en ondiepere ademhaling, een verwijding van de pupildiameter en een sterkere doorbloeding van de hersenen (vermoedelijk vooral in de prefrontale schorsgebieden, zie referentie 4). Het patroon van deze fysiologische veranderingen wijkt af van het typische patroon dat men vindt bij lichamelijke inspanning.

## Twee vormen van mentale inspanning
De hoeveelheid geïnvesteerde inspanning wordt allereerst bepaald door de eisen of kenmerken van de cognitieve taak. Moeilijke rekensommen of geheugentaken eisen meer inspanning om aan een gesteld prestatiecriterium te kunnen voldoen, dan makkelijke taken. Uit pupilstudies is gebleken dat kinderen met een hoge intelligente zich minder hoeven in te spannen dan kinderen met een lage intelligentie om bepaalde rekenproblemen op te lossen. Uit recente hersenbeeldvormende studies (fMRI) blijkt verder dat hoog-intelligente volwassenen een versterkte activiteit vertonen in de laterale prefrontale cortex tijdens mentaal inspannende taken die een beroep deden op het werkgeheugen. Mogelijk fungeert dus in dit soort taken de prefrontale schors als een soort van 'thuisbasis' van mentale inspanning. Na langdurige oefening blijkt dat taken die aanvankelijk als inspannend werden ervaren, bijvoorbeeld autorijden of het oplossen van rekensommetjes ons makkelijker afgaan. Dat blijkt ook uit fysiologische indices van mentale inspanning.
Mentale inspanning is echter ook afhankelijk van vrijwillige factoren zoals de interne motivatie en 'je best doen'. Deze vorm van mentale inspanning kan bijvoorbeeld een rol spelen als de omgeving (bijvoorbeeld veel lawaai), of de eigen toestand (bijvoorbeeld vermoeidheid) de taakprestatie in negatieve zin dreigen te beïnvloeden. Door ons nu meer in te spannen, kan echter de prestatie toch op niveau blijven. In het laatste geval wordt ook wel gesproken van compensatoire inspanning (compensatory effort). Het is vooralsnog niet duidelijk of bij deze vorm van inspanning dezelfde fysiologische mechanismen betrokken zijn als bij de eerste vorm.

## Enkelvoudige of meervoudige hulpbronnen?
Er is veel discussie geweest over de neurocognitieve mechanismen die aan mentale inspanning ten grondslag liggen. Een belangrijke factor hierbij is de structurele beperking van de menselijke capaciteit om informatie te verwerken; zo hebben mensen bijvoorbeeld veel moeite met het gelijktijdig uitvoeren van twee taken. Ook blijken ouderen hier meer moeite mee te hebben dan jongeren. Het zou nu kunnen zijn dat het leveren van meer inspanning en de hiermee gepaard gaande verhoging van arousal deze capaciteit tijdelijk vergroot. Mogelijk wordt daarbij in de hersenen een extra hulpbron of resource aangesproken. We kunnen hier denken aan een sterkere doorbloeding van bepaalde delen van de hersenen en/of het vrijkomen van glucose, bepaalde hormonen of neurotransmitters. Een andere belangrijke vraag was of aan mentale inspanning een enkel mechanisme of hulpbron, of meerdere mechanismen c.q. hulpbronnen ten grondslag liggen. Voor het laatste pleit de ontdekking van Wickens en anderen dat mensen vaak beter in staat zijn twee taken tegelijk uit te voeren, als deze inhoudelijk sterk van elkaar verschillen. Denk hierbij bijvoorbeeld aan het voeren van een gesprek en tegelijk pianospelen (of autorijden), of naar een film kijken en tegelijk de daarbij gesproken tekst kunnen volgen. Dit soort bevindingen heeft geleid tot zogenaamde meervoudige hulpbron (of: multiple resource) theorieën. Deze laatste theorie lijkt een zekere bevestiging te vinden in het hersenonderzoek. Zo blijken cognitieve taken die sterk van elkaar verschillen in termen van de betrokken cognitieve, sensorische of motorische functies ook vaak verschillende gebieden in de hersenen aan te spreken.

## Mentale inspanning en stress
Mentale inspanning is niet hetzelfde als stress. Van stress is namelijk pas sprake als iemand niet meer in staat is tegemoet te komen aan de eisen van omgeving of taak (hiervoor wordt ook wel de term coping gebruikt). Dit kan soms gepaard gaan met gevoelens van angst of de greep te verliezen op het eigen gedrag. Wél kan bij langdurige mentale inspanning of toestand van overbelasting (men denke aan een vrachtwagenchauffeur die meer dan twaalf uur achter het stuur heeft gezeten) mentale inspanning overgaan in stress. Het blijkt bovendien dat de toestand van stress tot uiting komt in het vrijkomen van typische stresshormonen zoals cortisol, adrenaline en noradrenaline in de bloedbaan. De arbeidsfysioloog kan deze stressconditie nog dagen daarna afleiden uit de in de bloedbaan aanwezig afbraakproducten van deze hormonen.

## Mentale vermoeidheid
Mentale vermoeidheid kan een gevolg zijn van langdurige inspanning en gespannen concentratie, van slaapgebrek, sterke emoties of stress. In een arbeidssituatie zullen vele mensen vooral later op de dag vermoeid raken. Zij gaan dan sneller fouten maken, bijvoorbeeld bij bedienen van complexe apparatuur, autorijden of administratief werk. Vooral het opnemen en verwerken van informatie wordt dan lastiger. In verband hiermee bestaan er voorschriften dat mensen met inspannende beroepen, zoals bus- en vrachtwagenchauffeurs of verkeersvliegers niet langer dan een aantal uren achtereen mogen werken. Ouderen raken doorgaans sneller vermoeid dan jongeren. Rustpauzes kunnen leiden tot een zeker herstel van de mentale conditie. De negatieve effecten van mentale vermoeidheid op de taakprestatie kunnen door extra inspanning of 'extra je best doen' enigszins worden gecompenseerd.

## Wilskracht en mentale inspanning
Wilskracht  wordt in de cognitieve psychologie  gezien als een vorm van zelfcontrole.  Dit is het proces waardoor gedachten,  doelstellingen of gevoelens kunnen worden onderdrukt of  veranderd. Zelfcontrole wordt ook wel gerekend tot executieve functies van de mens.  Wilskracht of zelfcontrole  wordt vaak in verband  brengt met een innerlijke of mentale hulpbron. Na grote mentale inspanning dreigt de innerlijke hulpbron ‘leeg’ te raken.  Er moet dan even gerust worden omdat de reserve als het ware uitgeput is geraakt. In deze situatie ontbreekt dan ook de wil of motivatie om een ander vervelend  karweitje te doen.  Mogelijk spelen hierbij stoffen als het glucoseverbruik van de hersenen een rol.
Een andere visie stelt dat wilskracht vooral een kwestie is van iets interessant vinden of niet. Mentale vermoeidheid of geestelijke uitputting blijkt volgens deze visie vooral op te treden bij het langdurig uitvoeren van monotoon of vervelend werk. Dus bij dingen die we moeten doen en niet bij dingen die we willen doen. De motivatie en ook de mate van zelfcontrole neemt dan af. Het brein zoekt dan als het ware een nieuw evenwicht door om te schakelen naar andere meer interessante taken.